# Rhizalcyon rhodora
Rhizalcyon rhodora is een zachte koraalsoort uit de familie Alcyoniidae. De koraalsoort komt uit het geslacht Rhizalcyon. Rhizalcyon rhodora werd in 1995 voor het eerst wetenschappelijk beschreven door Bayer. 